# Michael Vukovic
Pour les articles homonymes, voir Vukovic.
Michael Vukovic, né le 1er mars 1980, est un joueur français de rugby à XV, évoluant au poste de pilier.

## Biographie
En 2006, il rejoint l'US Colomiers.

## Clubs successifs
- FC Grenoble club formateur, jusqu'en 2003
- USA Limoges 2003-2005
- US Dax 2005-2006
- US Colomiers 2006-2007
- FC Grenoble 2007-2009
- US Romans Péage 2009-2011

## Palmarès
- International universitaire
  - 2003[réf. nécessaire]
  - 2004 : 2 sélections (Italie A, Angleterre U)[réf. nécessaire]
  - 2005 : 1 sélection, 1 essai (Angleterre U)[réf. nécessaire]